# Kryotechnik
Kryotechnik, Kryogenik (von altgriechisch κρύος kryos „Kälte, Frost, Eis“) oder Tieftemperaturtechnik ist die Technik zur Erzeugung tiefer Temperaturen (Joule-Thomson-Effekt) und zur Nutzung physikalischer Effekte bei tiefen Temperaturen (Verflüssigung und Trennung von Gasen). Die Kryotechnik deckt den Temperaturbereich unterhalb etwa −150 °C ab. Technisch einfach zugänglich sind Temperaturen von 77,4 K (−195,8 °C), dem Siedepunkt von Stickstoff, 20,4 K (mit Wasserstoff), und 4,2 K (mit Helium). Tiefere Temperaturen sind durch Druckverminderung und die damit verbundene Änderung der Siedepunkte erreichbar. Mit Helium kommt man damit bis auf ca. 1 K, mit dem (teuren) Isotop 3He sogar bis auf 1 mK. Eine breite Anwendung findet flüssiges Helium in der Kühlung von supraleitenden Wicklungen von Elektromagneten.

## Anwendungen der Kryotechnik

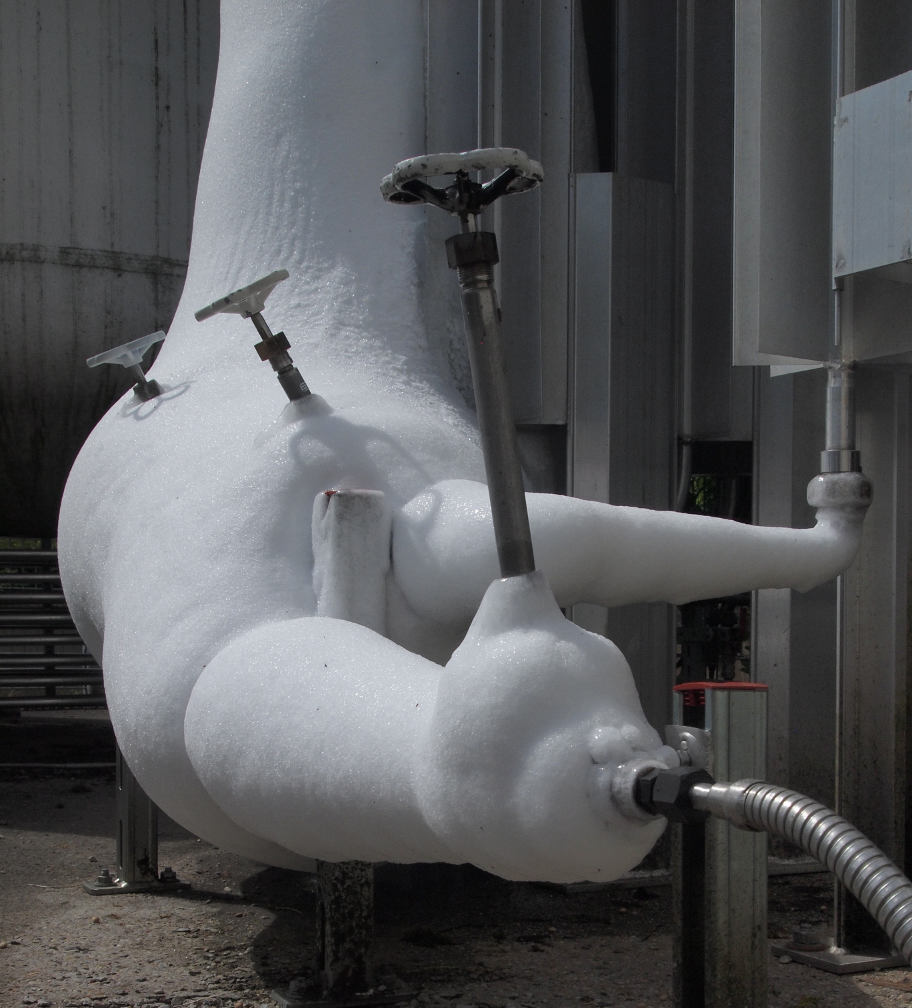
Flüssigstickstoff-Armaturen mit kondensierter Luftfeuchtigkeit

- Energietechnik (Kernfusionsreaktoren)
- Hochenergiephysik (Teilchenbeschleuniger)
- Vakuumtechnik (Kryopumpe)
- Energietechnik (SMES Energiespeicher, Flüssig-Wasserstoff Treibstoff)
- Raketentechnik (zum Beispiel Pumpen für flüssigen Sauerstoff)
- Messtechnik (Kryo-Elektronenmikroskopie, SQUIDs, Detektoren, NMR)
- Kryobiologie
- Verfahrenstechnik (Verflüssigung von Gasen, Tieftemperaturrektifikation, Recycling)
- Kaltvermahlung
- Herstellung von technischen Gasen
- Petrochemie, Erdgasindustrie (Erdgasverflüssigung)
- Lebensmittelindustrie (Schockgefrierung)
- Energierückgewinnungstechnik
- Elektrotechnik, Elektronik
- Medizin: MRT, Kryochirurgie, Gewinnung medizinischer Gase
- Bestattungswesen, Promession
- Konservierung, Kryokonservierung
- Kryonik oder Kryostase
- Kryobehälter

## Gefahren mit tiefkalten Gasen
- Erstickungs- und Erfrierungsgefahr (Gefrierbrand)
- Druckanstieg durch Verdampfung
- Brandgefahr durch Sauerstoffanreicherung
- Thermische Ausdehnung
- Materialversprödung

## Lagerung und Transport
Flüssiger Stickstoff, bzw. flüssiges Helium, können zu Kühlzwecken bequem in Dewargefäßen aufbewahrt und transportiert werden. Zum sicheren Be- und Umfüllen kommen Schnellkupplungen zum Einsatz.